# 愛子 (アイドル)
愛子（あいこ、2002年12月21日 - ）は、日本・台湾のアイドル、タレントである。ハロー!プロジェクト、ハロプロ台湾に所属する大小姐のメンバー。本名は藍 愛子（ラン アイヅ）。血液型はO型。

## 人物
- ハロー!プロジェクト初の海外オーディション「早安家族NEW STAR」において最年少の最終候補者。同オーディション[2]では呉兆絃とともに「早安幼幼組」と呼ばれていた。
- 同ユニットメンバーの呉兆絃（フランシス）とは家族ぐるみの付き合いをしている。
- 日本人と台湾人のクォーターである。
- 2009年1月 ハロプロコンサートに出演、3月にハロプロメンバー入り。2012年5月のハロプロから脱退。

## 出演

### コンサート
- 『Hello! Project 2009 Winter 決定! ハロ☆プロ アワード'09 〜エルダークラブ卒業記念スペシャル〜』（横浜アリーナ） - 月島きらり starring 久住小春 (モーニング娘。)の『はぴ☆はぴ サンデー!』のバックダンサーを務めた。